# Nová Ves nad Odrou
Nová Ves nad Odrou (deutsch Neueigen) ist eine Wüstung auf dem Gebiet des Truppenübungsplatzes Libavá in Tschechien. Sie liegt acht Kilometer westlich von Potštát.

## Geographie
Nová Ves nad Odrou befand sich in 585 m. ü. M. am Westhang des Stráž (Hoferberg, 615 m) in den Oderbergen über dem Quellgrund des Oderzuflusses Novoveský potok. Nördlich erhebt sich der Novoveský kopec (Neueigenberg, 589 m), im Südwesten der Fidlův kopec (Fiedelhübel, 680 m), die Radeška (Winkelberg, 671 m) und der Strážisko (Wachhübel, 675 m) sowie westlich die Hlásná (Wachberg, 638 m).
Umliegende Ortschaften waren Olejovice und Údolná im Norden, Mastník im Nordosten, Čermná und Heřmánky im Osten, Boškov, Kouty, Středolesí und Sklárna im Südosten, Slavkov, Smolné, Eliščiná und Kozlov im Süden, Varhošť und Jestřabí im Südwesten, Nepřívaz im Westen sowie Velká Střelná und Pivovarský Kopec im Nordwesten.

## Geschichte

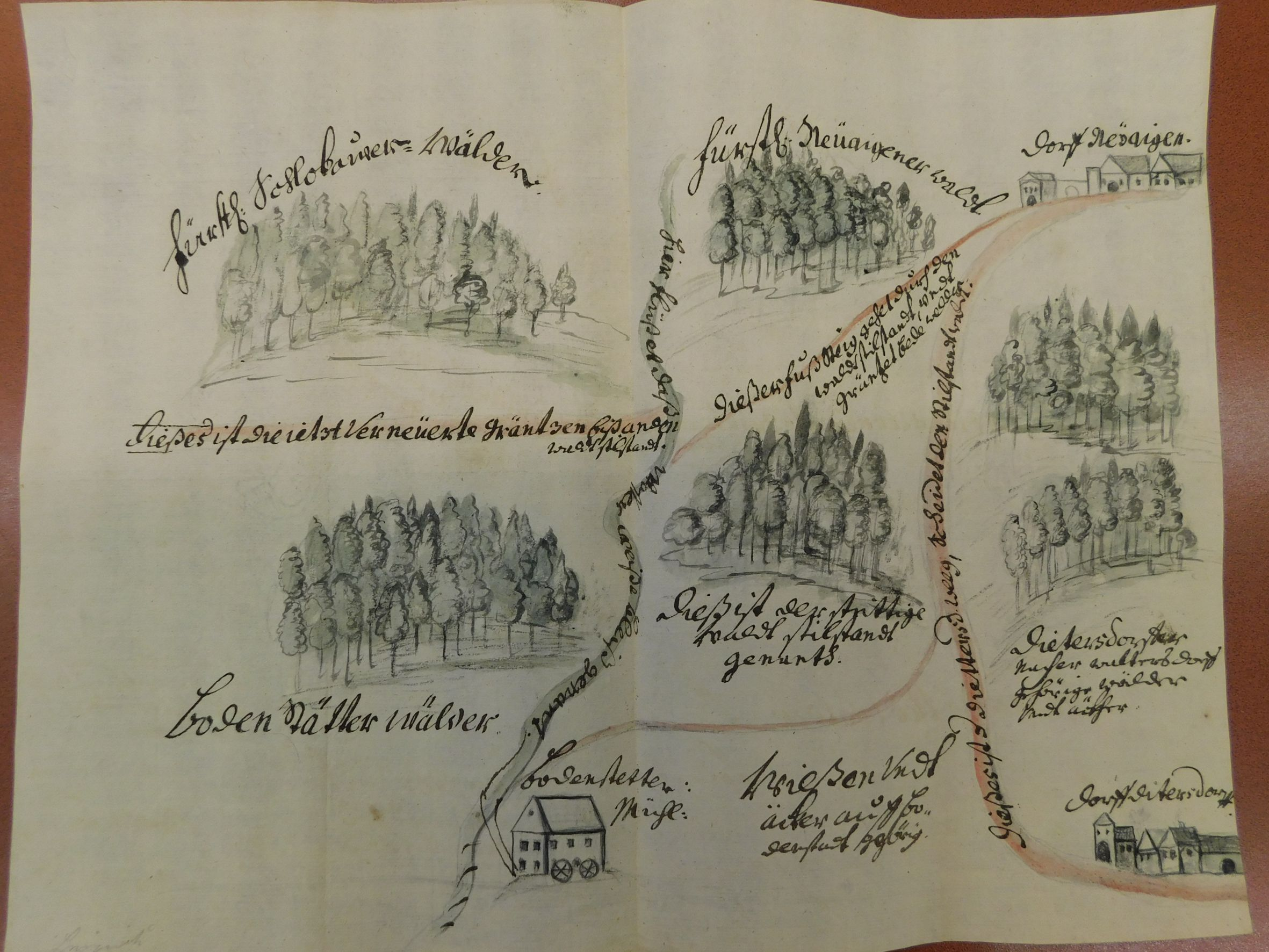

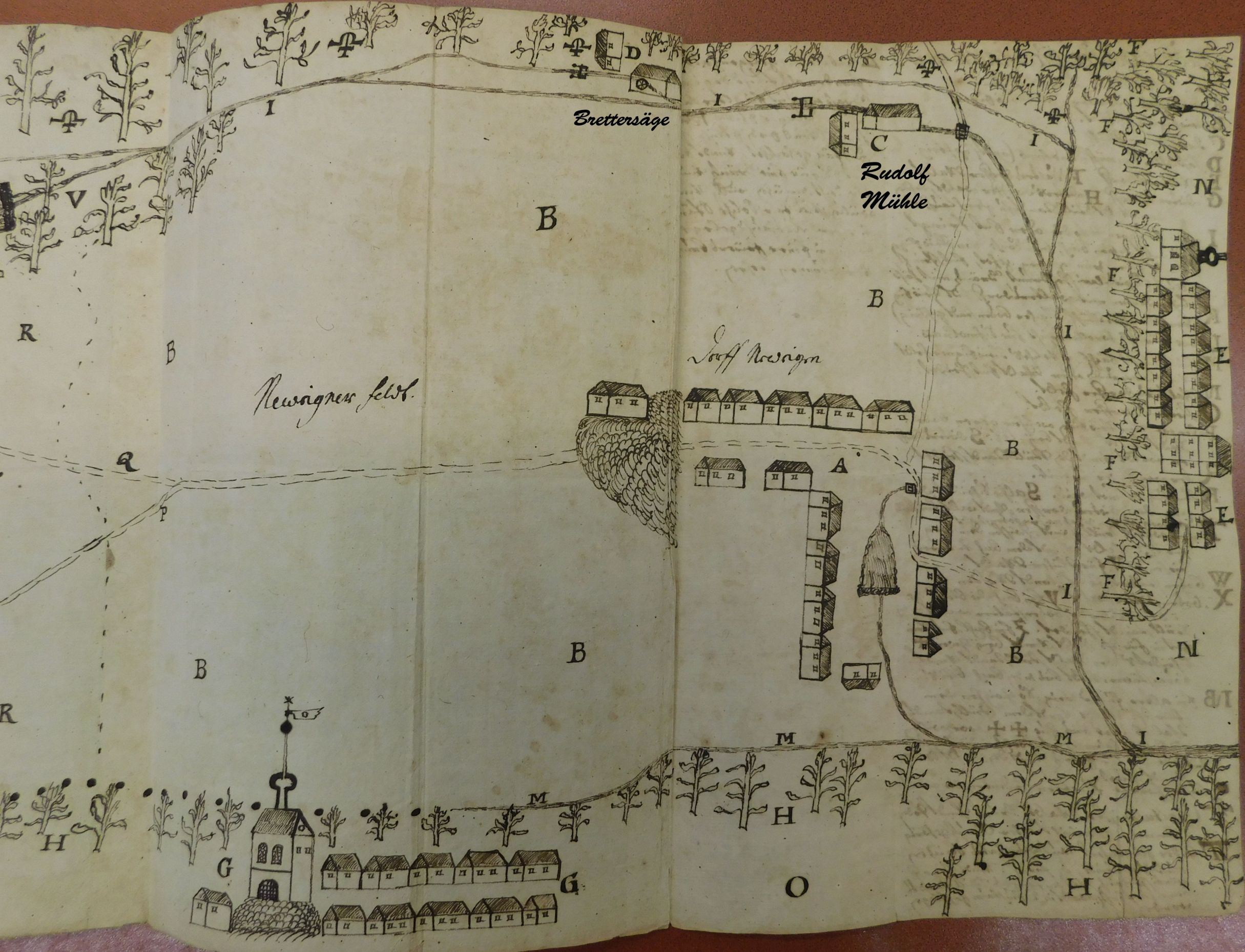

Die Ansiedlung Oderberg entstand 1570 unter den Herren von Ludanitz an der Kreuzung der Wege von Velká Střelná nach Milovany und von Slavkov nach Lipník nad Bečvou im Weißkirchener Forst. Später wurde das Gebiet Teil der Herrschaft Helfenstein. 1592 erwarb das protestantische Geschlecht von Würben auf Freudenthal den Besitz. Im Jahre 1604 siedelten sich Salzburger Exulanten aus Aigen in Nová Ves sonst Oderberg an, es handelte sich um 10 Familien. Georg von Würben auf Freudenthal überließ diesen, gemäß den Privilegien von 1604, zwei Waldstücke und eine Brettersäge. Als Bauern werden die Personen Hannes Heegers, Martin Schwartz, Simon Rudolf, und Lorentz Altmanns erwähnt. Als Kleingärtner Hanns Linerth, Jacoben Reich, Geörg Seidenbergern, Adam Reidenberger, Christoph Müllner und Hansen Kÿttlern. 1609 wurde der Ort amtlich von Neu Oderberg auf Neueigen umbenannt. 1613 wurden die überlassenen Grundstücke den Familien kostenlos übergeben. Georg von Würben auf Freudenthal verlegte den Sitz der Herrschaft zu Beginn des 16. Jahrhunderts nach Lipník nad Bečvou. Da er Mitglied des mährischen Direktoriums und 1619–1621 Oberstlandrichter von Mähren war, wurde sein Besitz nach der Schlacht am Weißen Berg vom Kaiser beschlagnahmt und die Herrschaft Helfenstein mit Leipnik dem Olmützer Bischof Franz Seraph von Dietrichstein übereignet. Dieser ließ nachfolgend die Siedlung noch erweitern. Nach seinem Tod 1636 blieb die Herrschaft Leipnik bei seinen Nachkommen. Seit 1637 wurde das Dorf als Neueigen, 1659 als Neu Eygn, 1687 als Newaigen sonst Oderberg und ab 1716 als Neu Eigen bezeichnet. Die Matrikeln wurden ab 1636 in Sternberg, ab 1651 in Groß Wisternitz, ab 1712 in Habicht und seit 1784 in Großdittersdorf geführt. 1835 lebten in den 46 Häusern von Neueigen 335 Personen. Bis zur Mitte des 19. Jahrhunderts blieb Neueigen immer nach Leipnik untertänig.
Nach der Aufhebung der Patrimonialherrschaften bildete Neueigen/Nová Ves ab 1850 mit den Einöden Forsthaus „Beim Grünen Kreuz“ (U Zeleného Kříže) und der Neueignermühle (Novoveský Mlýn) an der Oder eine Gemeinde in der Bezirkshauptmannschaft Mährisch Weißkirchen und dem Gerichtsbezirk Liebau. Das Kataster umfasste eine Fläche von 1605 ha, die Bewohner ernährten sich als Tagelöhner in der Landwirtschaft oder arbeiteten im herrschaftlichen Forst. Da die kiesigen Böden wenig ertragreich waren, verdiente sich ein Großteil der Bewohner ein Zubrot mit der Fertigung von Holzlöffeln. Die erste Dorfschule entstand 1853. Ab 1855 gehörte die Gemeinde zum Bezirk Liebau, ab 1868 zum Bezirk Sternberg und ab 1909 zum Bezirk Bärn.

### 20. Jahrhundert
Die Freiwillige Feuerwehr wurde im Jahr 1900 gegründet. Zu dieser Zeit wurden Roggen, Hafer und Flachs angebaut und der Ort hatte eine landwirtschaftliche Fläche von 1589 ha. 1921 lebten in Neueigen 248 Personen, darunter waren drei Tschechen. Als tschechischer Ortsname wurde seit 1921 Nová Ves nad Odrou verwendet. Im Jahre 1930 hatte das aus 54 Häusern bestehende Neueigen 255 Einwohner, davon waren vier Tschechen. Nach dem Münchner Abkommen wurde die Gemeinde 1938 dem Deutschen Reich zugeschlagen, sie gehörte bis 1945 zum Landkreis Bärn. Im Jahr 1939 lebten in Neueigen 250 Personen. Nach dem Ende des Zweiten Weltkrieges kam Nová Ves nad Odrou zur Tschechoslowakei zurück. Die deutsche Bevölkerung wurde vertrieben und der Ort zum Teil mit Tschechen wiederbesiedelt. Bereits 1947 begann jedoch im Zuge der Errichtung des Truppenübungsplatzes Libavá die Räumung des Dorfes. Im Jahr 1949 wurde die de facto unbewohnte Gemeinde dem Okres Olomouc zugeordnet und im Jahr darauf offiziell aufgehoben. Die leerstehenden Häuser wurden dem Verfall überlassen.

## Denkmale und Siedlungsreste
- Die Messkapelle des hl. Antonius von Padua wurde 1712 erbaut, nach 1950 zerstört und beseitigt.[6]
- Das Steinkreuz vor der ehemaligen Kapelle wurde 1908 errichtet und 1994–1996 von ehemaligen Einwohnern instand gesetzt.[7] Eine Gedenktafel erinnert seither an das zerstörte Dorf.[6]
- Die Ruine der Kapelle an der Neueignermühle wurde um 1857 vom Mühlenbesitzer Franz Rudolf errichtet und am 11. September 1864 zu Ehren der Hilfreichen Jungfrau Maria geweiht. Erhalten sind die von Bäumen überwachsenen Außenmauern, es fehlen jedoch Dach, Decke und Türen.[8]
- Die Neueignermühle (Novoveský Mlýn)[2] wurde erstmals 1678 im Zuge eines Rechtsstreits um ein Waldstück erwähnt. Gemäß Grundbucheintragungen wechselten sich Hans Brauner, Andreas Brauner und Georg Schwarz als Besitzer ab. 1711 erwarb der Müllermeister Michel Rudolf die Mühle, die rund 170 Jahre lang bis 1878 im Familienbesitz blieb.

## Veranstaltungen
Nová Ves nad Odrou befindet sich innerhalb des absoluten Sperrgebietes und ist jährlich nur am 1. Mai während der Sonderöffnung des Truppenübungsplatzes im Rahmen der Fahrradtouristikaktion „Bílý kámen“ zugänglich.